# Giol
Giol, auch Glendhu, ist eine aufgegebene Ortschaft auf der schottischen Hebrideninsel Islay. Giol befand sich etwa einen Kilometer entfernt von der Westküste der Halbinsel Oa. Die nächstgelegenen Siedlungen waren das etwa einen Kilometer südlich gelegene Lower Killeyan und das drei Kilometer westlich gelegene Coillabus. Zu Giol wird auch 600 m nordwestlich gelegene Lower Giol gerechnet.
Giol war der Endpunkt des Weges, der über Coillabus und Cragabus nach Port Ellen führte. Im Jahre 1861 wurden in Giol 117 Personen gezählt, die sich auf 27 Familien aufteilten. Hiervon waren 56 weiblichen und 61 männlichen Geschlechts. 1981 wurden in Giol noch die Überreste von sechs unbedachten Gebäuden gezählt, in Lower Giol waren es vier unbedachte Gebäude.